# Infanterie Beveiligingscompagnie RvH/435 IBC
435 Infanterie BeveiligingsCompagnie Regiment van Heutsz was een Nederlandse militaire eenheid.

## Opleiding
Tot en met eind 1989 werd de infanterist gedurende twee maanden opgeleid op de Isabellakazerne te 's-Hertogenbosch. Hier ontving de infanterist-in-opleiding de Algemene Militaire Opleiding (AMO). Deze opleiding omvatte onder andere:
- Zelfhulp kameradenhulp (ZHKH; militaire EHBO)
- Hygiëne en Preventieve Gezondheidszorg (HPG; wassen, scheren etc.)
- Schietopleiding op
  - Persoonlijk wapen FN FAL
  - Groepswapen FN MAG

## Samenstelling
De compagnie bestond uit 7 pelotons:
- 2 Stafpelotons
- 5 Gevechtspelotons

Elk gevechts peloton bestond uit:
- 1 (dienstplichtig) pelotonscommandant (rang: vaandrig)
- 1 (beroeps) pelotonssergeant
- 1 TLV ploeg bestaande uit 2 man
- 1 LARO chauffeur
- 1 Radiotelefonist (stekker)
- 4 groepen

Elke groep bestond uit:
- 1 (dienstplichtig) groepscommandant (rang: sergeant)
- 1 plaatsvervangend groepscommandant (rang: korporaal)
- 1 MAG-schutter
- 1 MAG-helper (droeg naast het persoonlijk wapen tevens de reservemunitie, reserveloop, pompstok en onderhoudsmiddelen)
- 7 à 8 tirailleurs
- 1 TLV-schutter
- 1 TLV-helper
- 1 4 tonner chauffeur

## Werklocaties
Gedurende het jaar werden telkens perioden van twee maanden afwisselend doorgebracht te Breda (ten behoeve van opleiding) en Büren (inzet). In de periodes januari-februari, mei-juni en september-oktober werd zogeheten site-wacht verricht op de site bij Kwartier Kortemarck (Stöckerbusch) te Büren (West-Duitsland). In de periodes maart-april, juli-augustus en november-december werd gewerkt aan onderhoud en opleiding op en rondom de Trip van Zoudtlandtkazerne te Breda.
Gedurende de periode in Duitsland werd site-wacht verricht. Dit hield in dat elk peloton per toerbeurt gedurende 24 uur de bewaking verrichtte op de naast de kazerne gelegen site. Bevriende eenheden in de omgeving waren het Engelse Rijnleger (British Army of the Rhine met haar Rhine Army Parachute Association te Bad Lippspringe), waar parachute-opleidingen werden gegeven in het kader van O&O en 3 GGW, de 3e Groep Geleide Wapens van de Koninklijke Luchtmacht te Blomberg.
Gedurende de "koude oorlog" moest iedereen die een voertuig van de Sovjet Military Mission (SOXMIS) zag dit melden, dit was omdat die  missie onder bepaalde voorwaarden mocht rondrijden evenals de geallieerde  missie in de Sovjet-Unie. Zij mochten niet overal komen en zeker niet in de buurt van Kamp Stöckerbusch. Die missievoertuigen werden nooit gesignaleerd door de patrouilles maar wel door onze beroepsmensen die met Nederlands kenteken rondreden. Overtredingen konden aan de  onderhandelingstafel gebruikt worden om geallieerde overtredingen weer goed  te praten.